# Dumbéa
Dumbéa is een gemeente in Nieuw-Caledonië en telt 31.812 inwoners (2014). De oppervlakte bedraagt 254,6 km², de bevolkingsdichtheid is 124,9 inwoners per km².